# Stuck Mojo
Gli Stuck Mojo sono un gruppo musicale rap metal statunitense, formatosi ad Atlanta nel 1989.
Sono annoverati tra gli ispiratori dei generi rap metal e nu metal, con cui si sono fatti conoscere al pubblico a metà degli anni novanta, acquisendo una certa popolarità in ambito underground. Sin dagli esordi il gruppo ha conosciuto problemi interni, che hanno dato luogo a pause e cambi di formazione continui.

## Storia del gruppo

### Gli inizi
Il gruppo fu fondato nel 1989 dal bassista Dwayne Fowler. Nei suoi primi anni di carriera fu criticato per la presenza di evidenti influssi hip hop nei brani, e destò sorpresa per il fatto di avere come cantante e rapper l'afroamericano Bonz, fatto insolito per la musica rock e metal dell'epoca.
Nel 1994 gli Stuck Mojo firmarono un contratto con l'etichetta discografica Century Media Records, per cui pubblicarono un anno dopo il loro album di debutto, Snappin' Necks. L'autore di Allmusic Bret Love scrisse che "Il loro eccesso di volume e testosterone, e la mancanza di andature funk, gli garantiva un buon seguito." Nell'ottobre del 1995 il gruppo si aggregò ai colleghi Machine Head e Slapshot per un tour di dieci settimane, in un caravan in affitto. In seguito cominciarono a intraprendere tour in Europa, e ricevettero un plauso da parte della divisione europea di MTV.
L'8 ottobre 1996 il gruppo pubblicò un secondo album di inediti, Pigwalk. Stephen Thomas Erlewine scrisse che "Pigwalk rappresenta il loro punto di partenza per intense esibizioni dal vivo, ma il gruppo non è in grado di comporre brani memorabili, rendendo l'album un divertente, ma non soddisfacente, incrocio tra Pantera e Rage Against the Machine."
Il 3 marzo 1998 gli Stuck Mojo pubblicarono un terzo album in studio, Rising. Il disco raggiunse la posizione numero 48 della classifica Top Heatseekers, della rivista Billboard. L'autore di Allmusic Steve Huey scrisse che "Rising rappresentava qualche passo in avanti rispetto al precedente album Pigwalk, anche se in molte occasioni il gruppo perde i propri obiettivi di crescita artistica nella lista tracce."

### Southern Born KillerseThe Great Revival
Il gruppo si sciolse nel 2000, dopo la pubblicazione dell'album dal vivo, HVY1, e del quarto album di inediti Declaration of a Headhunter, per poi riformarsi nel 2005. Nel corso del loro periodo di inattività, Ward ha lavorato ai progetti collaterali Fozzy e Sick Speed. Nel 2006 gli Stuck Mojo hanno cominciato a registrare materiale per un nuovo album, col cantante originale Bonz. Il rapper Lord Nelson fu chiamato inizialmente per fornire voci aggiuntive, per poi sostituire il precedente cantante.
Il gruppo ha pubblicato il proprio quinto album in studio, Southern Born Killers, direttamente sul proprio sito web, senza etichetta e con libero scaricamento, mentre la versione su compact disc comprende un DVD bonus. Dopo aver firmato per la Napalm Records, Southern Born Killers fu pubblicato a livello nazionale negli Stati Uniti, con tre tracce bonus aggiuntive. Il 28 novembre 2008 gli Stuck Mojo hanno pubblicato il loro sesto album in studio, The Great Revival.

### Reunion (2014-)
Nell'ottobre del 2014 il gruppo ha annunciato il proprio ritorno in scena, il 26 dicembre dello stesso anno, al Masquerade in Atlanta, dove avevano registrato l'album dal vivo HVY1. In quell'occasione si sono riuniti i membri originari Ward, Bonz, Lowery e Fontsere, per la prima volta dal 1998. Il gruppo ha anche messo in programma altri due ritorni all'inizio del 2015.

### Here Come the Infidels(2016)
A marzo 2016 gli Stuck Mojo hanno dichiarato via stampa la pubblicazione, per conto di Pledge Music, del settimo album in studio Here Come the Infidels. Il gruppo ha annunciato l'ingresso in formazione di due nuovi membri, il cantante Robby J. Fonts e il bassista Len Sonnier. Fonts è originario del Canada, mentre Sonnier è di Vinton, in Louisiana. Fonts ha suscitato controversie per le sue vedute politiche illiberali, soprattutto per le sue critiche nei confronti dell'aborto e della comunità transgender.
Nell'estate del 2016 gli Stuck Mojo hanno pubblicato video testuali, per promuovere l'album Here Come the Infidels. Il 24 giugno dello stesso anno hanno annunciato su Facebook la disponibilità dell'album su Apple Music e Amazon.

## Stile e influenze
Gli Stuck Mojo fondono parti strumentali metal, tipiche degli Stati Uniti sudorientali, con strofe hip hop, e sono annoverati tra i precursori dei generi rap metal e nu metal. Mark Jenkins di The Washington Post ha sostenuto che una loro canzone rimanda a vedute politiche conservatrici e reazionarie, mentre altre contengono forme più generiche di ostilità. Jenkins ha scritto che "la [canzone] "Crooked Figurehead" inizia con polemiche nei confronti dell'ex presidente Bill Clinton, dando l'idea del gruppo come di una specie di rovescio speculare dei colleghi liberali Rage Against the Machine." Il gruppo cita come propri ispiratori Red Hot Chili Peppers, Run DMC, Faith No More, Pantera e Black Sabbath.

## Discografia

### Album in studio
- 1995 – Snappin' Necks
- 1996 – Pigwalk
- 1998 – Rising
- 2000 – Declaration of a Headhunter
- 2007 – Southern Born Killers
- 2008 – The Great Revival
- 2016 – Here Come the Infidels

### Album dal vivo
- 1999 – HVY 1 (album dal vivo)

### Singoli ed EP
- 1993 – Demo (EP autoprodotto)
- 1995 – Not Promised Tomorrow (singolo)
- 1996 – Violated (EP)
- 2006 – Southern Born Killers Demos (EP autoprodotto)
- 2008 – The Great Revival (EP)
- 2008 – Now That You're All Alone (singolo)

### Raccolte
- 2001 – Violate This
- 2001 – Declaration Of A Headhunter + HVY 1 (box-set)

## Formazione

### Formazione attuale
- Rich Ward – voce e chitarra (1989–presente)
- Frank Fontsere – batteria (1996-2004, 2009–presente)
- Len Sonnier – basso (2016–presente)
- Robby J. – voce (2016–presente)

### Ex componenti
- Bonz – voce e testi (1989–2006, 2014-2015)
- Corey Lowery – voce e basso (1996–1998, 2014-2015)
- Lord Nelson – voce (2006-2009)
- Eric Sanders – batteria (2005–2006)
- Rodney Beaubouef – batteria (2006–2008)
- Sean Delson – basso (2004–2009)
- Dan Dryden – basso (1998–2001)
- Tim Maines – batteria
- Ryan Mallam – chitarra (2000–2001)
- Mike Martin – chitarra (2005–2009)
- Dwayne Fowler – basso (1989–1995)
- Brent Payne – batteria (1993–1995)
- Karman Gossett – batteria
- Steve 'Nailz' Underwood – batteria (2008–2009)
- Brad Hasty – batteria
- Scott Spooner – tastiera
- John Carpenter – batteria
- Richard Farmer – batteria (1989–1990)
- Benjamin Reed – batteria (1990–1993)
- Will Hunt – batteria (1997, turnista)
- Andrew Freund – voce (1989)
- Keith Watson – basso (2002–2004)